# Johan Kling (kyrkoherde)
Johan Kling, född 9 december 1745 i Vikingstads socken, Östergötlands län, död 16 juni 1821 i Ljungs socken, Östergötlands län, var en svensk kyrkoherde i Ljungs församling och kontraktsprost i Gullbergs och Bobergs kontrakt.

## Biografi
Johan Kling föddes 9 december 1745 i Vikingstads socken. Han var son till kyrkoherden Daniel Kling. Kling studerade i Linköping och blev student vid Uppsala universitet, Uppsala 1764. Han blev tog filosofie kandidat 1771 och prästvigdes 20 maj 1773. Kling blev 3 oktober 1781 komminister i Flistads församling, Ljungs pastorat, tillträde 1782. Han tog pastoralexamen 19 oktober 1797 och blev 20 november 1793 kyrkoherde i Ljungs församling, Ljungs pastorat, tillträde direkt. Från 28 oktober 1795 var han vice kontraktsprost i Gullbergs och Bobergs kontrakt och blev ordinarie 9 januari 1808. Han blev teologie doktor i Uppsala 7 oktober 1809. Kling avled 16 juni 1821 i Ljungs socken.
Kling var respondens vid prästmötet 1793.

### Familj
Kling gifte sig 1782 med Catharina Christina Jung (1762–1841). Hon var dotter till vågmästaren Albrecht Jung i Norrköping. De fick tillsammans baren David Albrecht (1783–1789) och Hedvig Charlotta.